# Fred Halliday
Fred Halliday (Dublín, 22 de febrer del 1946 - Barcelona, 26 d'abril del 2010) fou un historiador expert en relacions internacionals i amic de Barcelona. Acadèmic d'origen irlandès i resident a Barcelona, fou Catedràtic de relacions d'internacionals a la London School of Economics, especialitzat en temes d'orient mitjà i guerra freda. Es va educar a la universitat d'Oxford, a l'escola d'estudis orientals i afircans (SOAS) de Londres i a la London School of Economics. Professor de l'IBEI va col·laborar amb la LSE Catalan Alumni la Catalan Society. Va estar casat amb la Professora Maxine Molyneux i van tenir un fill, Alex.

## Llibres
- Arabia without Sultans, Penguin 1974,
- Iran: Dictatorship and Development, Penguin 1978,
- Mercenaries in the Persian Gulf, Russell Press, 1979. Persian translation.
- Soviet Policy in the Arc of Crisis, Institute for Policy Studies, Washington, 1981: issued as Threat from the East? Penguin 1982; Japanese, French, Arabic translations.
- The Ethiopian Revolution, with Maxine Molyneux, Verso, London 1982.
- The Making of the Second Cold War, Verso, London 1983, reprinted 1984, 1986, 1988. German, Persian, Spanish, Japanese translations.
- State and Ideology in the Middle East and Pakistan, edited by Fred Halliday and Hamza Alavi, Macmillan, 1988.
- Cold War, Third World, Radius/Hutchinson, 1989.
- Revolution and Foreign Policy: the Case of South Yemen, 1967 1987, Cambridge University Press, 1990.
- Arabs in Exile, The Yemeni Community in Britain, I.B. Tauris, 1992.
- Rethinking International Relations, Macmillan, 1994.
- From Potsdam to Perestroika, Conversations with Cold Warriors, (BBC News and Current Affairs Publications, 1995.
- Islam and the Myth of Confrontation, I.B. Tauris, 1996.
- Revolution and World Politics: The Rise and Fall of the Sixth Great Power, Macmillan,1999.
- Nation and Religion in the Middle East, London: Saqi Books, 2000.
- The World at 2000: Perils and Promises, Palgrave, 2001.
- Two Hours That Shook the World. September 11 2001, Causes and Consequences, London: Saqi, 2001.
- The Middle East in International Relations. Power, Politics and Ideology. Cambridge: Cambridge University Press, 2005. Italian, Polish translation.
- 100 Myths About the Middle East. London: Saqi Books, 2005.